# Нджамена
Нджамена (на френски: N'Djamena) е столица на държавата Чад. Градът е разположен в югозападната част на страната и има статут на регион. Населението му е около 1 090 000 души (2012).

## География
Нджамена е разположен в югозападната част на Чад, при вливането на река Логон в река Шари, близо до границата с Камерун.
Климатът е горещ полупустинен (BSh по Кьопен) с кратък дъждовен сезон между юни и септември и продължителен сух сезон. Средните годишни температури в Нджамена са едни от най-високите между тези в големите градове по света. Август е единственият месец в годината, през който средните максимални температури са под 32 °C. Най-горещ е краят на сухия сезон, между март и юни.
| Нджамена (1961–1990)               | Нджамена (1961–1990) | Нджамена (1961–1990) | Нджамена (1961–1990) | Нджамена (1961–1990) | Нджамена (1961–1990) | Нджамена (1961–1990) | Нджамена (1961–1990) | Нджамена (1961–1990) | Нджамена (1961–1990) | Нджамена (1961–1990) | Нджамена (1961–1990) | Нджамена (1961–1990) | Нджамена (1961–1990) |
| Месеци                             | яну.                 | фев.                 | март                 | апр.                 | май                  | юни                  | юли                  | авг.                 | сеп.                 | окт.                 | ное.                 | дек.                 | Годишно              |
| Средни максимални температури (°C) | 32,4                 | 35,2                 | 38,7                 | 41,0                 | 40,0                 | 37,2                 | 33,5                 | 31,6                 | 33,7                 | 36,9                 | 35,8                 | 33,5                 | 35,8                 |
| Средни температури (°C)            | 23,4                 | 25,9                 | 29,9                 | 32,9                 | 32,9                 | 30,9                 | 28,3                 | 27,0                 | 28,2                 | 29,4                 | 26,8                 | 24,2                 |                      |
| Средни минимални температури (°C)  | 14,3                 | 16,6                 | 21,0                 | 24,8                 | 25,8                 | 24,7                 | 23,1                 | 22,4                 | 22,7                 | 21,8                 | 17,8                 | 14,8                 | 20,8                 |
| Средни месечни валежи (mm)         | 0                    | 0                    | 0,3                  | 10,3                 | 25,8                 | 51,0                 | 143,8                | 174,4                | 84,3                 | 20,3                 | 0,1                  | 0                    |                      |
| ---------------------------------- | -------------------- | -------------------- | -------------------- | -------------------- | -------------------- | -------------------- | -------------------- | -------------------- | -------------------- | -------------------- | -------------------- | -------------------- | -------------------- |
| Източник: WMO CMA                  |                      |                      |                      |                      |                      |                      |                      |                      |                      |                      |                      |                      |                      |

## История
Градът е основан от френския колониален офицер Емил Жантил на 29 май 1900 година, седмици след битката при Кусери, и е наречен Фор Лами, на името на загиналия в нея офицер Амеде-Франсоа Лами. Фор Лами става военен и административен център на френската Военна територия на страните и протекторатите на Чад, подразделение на Френска Екваториална Африка.
По време на Втората световна война Фор Лами придобива голямо страгетическо значение и летището му играе ключова роля за придвижването на войски и доставки между френските владения в Африка. На 21 януари 1942 година единичен германски самолет Хайнкел He 111 бомбардира летището, унищожавайки десет самолета и запаси от гориво. В навечерието на войната населението на града е около 10 хиляди души, а през 1947 година то надхвърля 18 хиляди.
Градът става столица на независим Чад през 1960 година, през 1968 година населението му достига 126 хиляди души, а днешното си име получава през 1973 година (от арабското име на съседно село). Нджамена е частично разрушен през 1979 и отново през 1980 година по време на Гражданската война, като почти цялото му население се прехвърля от другата страна на река Шари, на територията на Камерун, а през 1980-1981 година градът е окупиран от либийски войски по време на Чадско-либийския конфликт. Жителите се завръщат в града едва през 1981-1982 година, но до 1984 година училищата остават затворени, а повечето публични услуги са силно ограничени. През следващите години населението на града нараства, до голяма степен за сметка на заселването на бежанци от провинцията, и през 1993 година надхвърля половин милион души.
На 13 април 2006 и 2 февруари 2008 година Нджамена е подложена на нападения от бунтовнически групировки, които са отблъснати от армията.

## Население
Население 1 092 066 (2012).
Населението на града нараства през годините, както се вижда в таблицата по-долу:
| Година | Население |
| ------ | --------- |
| 1937   | 9976      |
| 1940   | 12 552    |
| 1947   | 18 375    |
| 1968   | 126 483   |
| 1993   | 529 555   |
| 2005   | 721 000   |
| 2012   | 1 092 066 |

В града има голямо разнообразие от религии, но преобладава ислямът. Основните етнически групи са: тубу (16,97%), араби (11,08%), хаджараи (9,15%), нгамбаи (6,41%), билала (5,83%), канембу (5,80%), маба (4,84%), канури (4,39%), гор (3,32%), кука (3,20%), сара (2,24%) и барма (2,10%).

## Управление
Нджамена е столица на Чад и административен център на префектурата Шари-Багирми.

## Икономика
Нджамена е важен административен център, предлагащ най-големия пазар на добитък, сол, фурми и зърнени храни в региона. Месопреработвателната промишленост е особено важна за икономическото положение на града. Други промишлености, които се развиват в града, включват: памукотекстилната и текстилната.

## Инфраструктура
В града има международно летище. Транспортен шосеен възел. Там са и Университетът на Чад (1971) и Националното училище по администрация (1963).

## Култура
Главно място за молитви е т. нар. Голяма джамия, построена през 1974–1978 година. През нея минават много вярващи от Западна Африка, които отиват на поклонение в Мека. Другите забележителности на града са катедралата, построена от французите по колониалните времена; музей; както и останки от древната култура на сао.

## Известни личности
Родени в Нджамена
- Махамат Салех Харун (р. 1961), кинорежисьор

Починали в Нджамена
- Франсоа Томбалбайе (1918–1975), политик